# Carl O'Neill Oxholm
Carl Arthur George O'Neill Oxholm (født 16. september 1843 i København, død 29. marts 1914) var en dansk godsejer, kammerherre og hofjægermester, gift med Sophie Oxholm.
Han var søn af kammerherre og generalmajor Oscar O'Neill Oxholm og hustru Adelaide f. O'Kelly og ejede Rosenfeldt med Marienberg og Aunø. Han blev Ridder af Dannebrog 11. september 1897, senere Dannebrogsmand, bar Victoriaordenen, var medlem af bestyrelsesrådet for Det Kongelige Danske Landhusholdningsselskab og af Bestyrelsen for Præstø Amts Landboforening.
Han blev gift 9. september 1872 med Sophie Marguerite Bech (25. december 1848 i Pougkeepsie, New York – 3. september 1935), datter af dansk konsul Edvard Bech og Charlotte Elizabeth født McCarthy Hossack.